# Hans Schranz
Hans Schranz (* 25. September 1916 in Arnsdorf, Landkreis Görlitz; † 26. Oktober 1987) war ein Schweizer Schriftsteller.

## Leben
Hans Schranz wirkte als Lehrer in Küsnacht bei Zürich. Seit Anfang der 1970er Jahre lebte er als freier Schriftsteller in Ponte Capriasca. Er ist Verfasser von Erzählungen für Kinder und Jugendliche.

## Werke
- Ruedi vom Tobelbach, Zürich 1947
- Hans und Uli, Zürich 1948
- Söfi und die Zündholzschächtelein, Zürich 1950
- Silber das Kälblein, Stuttgart 1952
- Bei uns ist immer was los, Stuttgart 1954
- Spielsachen erzählen, Zürich 1954
- Wenn ich groß bin, Mutter, Hannover 1957
- Lavendel, Ruinen und eine Spur, Hannover 1966
- Was kümmert mich Mäni?, Zürich [u. a.] 1968
- Passion im Emmental, Zürich 1974